# Diana Mocanu
Diana Iuliana Mocanu (ur. 19 lipca 1984 w Braile) – rumuńska pływaczka specjalizująca się w stylu grzbietowym, dwukrotna mistrzyni olimpijska z Sydney oraz mistrzyni świata z 2001 roku (Fukuoka).